# Cleisostoma beccarii
Cleisostoma beccarii är en orkidéart som först beskrevs av Rudolf Schlechter, och fick sitt nu gällande namn av Leslie Andrew Garay. Cleisostoma beccarii ingår i släktet Cleisostoma och familjen orkidéer.
Artens utbredningsområde är Sumatera. Inga underarter finns listade i Catalogue of Life.